# Teresa de Meclemburgo-Strelitz
Teresa de Meclemburgo-Strelitz (5 de abril de 1773 - 12 de fevereiro de 1839), foi um membro da Casa de Meclemburgo-Strelitz e uma duquesa de Mecklemburgo. Pelo seu casamento com Carlos Alexandre de Thurn und Taxis, Teresa era também um membro desta casa real.

## Família
Teresa Matilde Amália de Meclemburgo-Strelitz nasceu em Hanôver, 5 de Abril de 1773, filha de Carlos II, Grão-Duque de Meclemburgo-Strelitz e da sua primeira esposa, Frederica de Hesse-Darmstadt.
Teresa casou-se com Carlos Alexandre, 5º Príncipe de Thurn e Taxis, filho de Carlos Anselmo, 4.º Príncipe de Thurn e Taxis, e da sua esposa, a duquesa Augusta Isabel de Württemberg, no dia 25 de Maio de 1789 em Neustrelitz, Mecklenburg-Strelitz. Juntos eles tiveram sete filhos:
1. Carlota Luísa de Thurn e Taxis (24 de Março de 1790 – 22 de Outubro de 1790), morreu aos sete meses de idade.
2. Jorge Carlos de Thurn e Taxis (26 de Março de 1792 – 20 de Janeiro de 1795), morreu aos três anos de idade.
3. Maria Teresa de Thurn e Taxis (6 de Julho de 1794 – 18 de Agosto de 1874), casada com Paulo III António, Príncipe Esterházy; com descendência.
4. Luísa Frederica de Thurn e Taxis (29 de Agosto de 1798 – 1 de Dezembro de 1798), morreu aos quatro meses de idade.
5. Maria Sofia de Thurn e Taxis (4 de Março de 1800 – 20 de Dezembro de 1870), casada com o duque Paulo Guilherme de Württemberg; com descendência.
6. Maximiliano Carlos, 6º Príncipe de Thurn e Taxis (3 de Novembro de 1802 – 10 de Novembro de 1871), casado com a baronesa Guilhermina de Dörnberg; com descendência. Casado depois com a princesa Matilde Sofia de Oettingen-Oettingen e Oettingen-Spielberg; com descendência.
7. Frederico Guilherme de Thurn e Taxis (29 de Janeiro de 1805 – 7 de Setembro de 1825)

Teresa também teve filhos ilegítimos de Maximiliano, Graf von und zu Lerchenfeld auf Köfering und Schönberg que receberam o apelido de Stargard.
Depois da mediatização do principado de Thurn und Taxis ao reino da Baviera em 1806, em consequência das mediatizações alemãs, o final do Sacro Império Romano-Germânico e a criação da Confederação do Reno, as iniciativas e talentos de negociação de Teresa foram essenciais para fundar o Serviço Postal de Thurn e Taxis. Tal como a sua irmã Luísa de Meclemburgo-Strelitz, rainha-consorte da Prússia, Teresa falhou nas suas negociações com Napoleão Bonaparte, mas durante o Congresso de Viena conseguiu defender os interesses da família Thurn e Taxis. Ela morreu em Ratisbona, 12 de fevereiro de 1839.

## Títulos e Estilos
- 5 de abril de 1773 – 25 de maio 1789: Sua Alteza Sereníssima a duquesa Teresa de Meclemburgo-Strelitz
- 25 de maio 1789 - 13 de novembro de 1805: Sua Alteza Sereníssima a Princesa Herdeira de Thurn e Taxis
- 13 de novembro de 1805 - 28 de junho de 1815: Sua Alteza Sereníssima a Princesa de Thurn e Taxis
- 28 de junho de 1815 - 15 de julho de 1827: Sua Alteza a Princesa de Thurn e Taxis
- 15 de julho de 1827 - 12 de fevereiro de 1839: Sua Alteza aPrincesa Viúva de Thurn e Taxis